# Doctor Ross
Charles Isaiah Ross, bekannt als Doctor Ross (* 21. Oktober 1925 in Tunica, Mississippi; † 28. Mai 1993 in Flint, Michigan) war ein afroamerikanischer Blues-Sänger und -Gitarrist, Mundharmonikaspieler und Schlagzeuger („One-Man-Band“).
Er begann seine Schallplatten-Karriere im Jahre 1952 mit einer Aufnahme für das Label Chess, hatte ein Jahr später mit Einspielungen für das legendäre Sun-Label einige Verkaufserfolge, veröffentlichte anschließend auf diversen lokalen Labels, bis er Mitte der 1960er Jahre im Zuge des Folk-Revivals von Pete Welding „entdeckt“ und für eine erste Langspielplatte auf dessen Label „Testament“ aufgenommen wurde. Von da an war er regelmäßiger Gast auf Folk- und Blues-Festivals in den USA und in Europa (z. B. auf dem American Folk Blues Festival 1965 und dem Montreux Jazz Festival 1972) und nahm eine Vielzahl weiterer Alben auf.
Eric Claptons Band Cream hat 1966 auf dem Album Fresh Cream den Doctor-Ross-Song Cat’s Squirrel gecovert.

## Diskografie
- Call the Doctor (1965); Testament
- I’d Rather Be an Old Woman’s Baby (1971); Fortune Records
- Doctor Ross, the Harmonica Boss (1972); Munich Records #150201
- Live at Montreux (1973); Atlantic
- Jivin’ the Blues (1979); Big Bear Music
- I Want All My Friends to Know (1994); JSP